# Pagaronia exigua
Pagaronia exigua är en insektsart som beskrevs av Hayashi och Yoshida 1995. Pagaronia exigua ingår i släktet Pagaronia och familjen dvärgstritar. Inga underarter finns listade i Catalogue of Life.